# Bandeira (família)

Brasão de armas da família Bandeira

Bandeira trata-se de sobrenome procedente de Gonçalo Pires, que dizem ter por apelido o de Juzarte, natural de São Martinho de Mouros, escudeiro honrado da casa de D. João II, o qual na batalha de D. Afonso V obteve em Toro contra o soberano de Castela, D. Fernando, recuperou a bandeira do Rei de Portugal, tomada por um cavaleiro inimigo, feito praticado com grave risco de sua pessoa.
Esta ação heróica e outros bons e leais serviços que prestou à Coroa portuguesa em África, mereceram-lhe que o Rei D. João II o tirasse do conto plebeu e lhe desse Carta de armas novas, alusivas ao feito que praticou, datada de 4 de agosto de 1483, e conjuntamente o apelido de Bandeira.
Além de Portugal, Brasil, e demais países lusófonos, o sobrenome Bandeira espalhou-se, e está presente em demais países de lingua latina, como Espanha, Itália, parte da França, e países latino-americanos, porém, em virtude das adaptações linguísticas que muitas vezes ocorrem com migrações, o sobrenome em muitos casos sofreu ligeiras diferenças na grafia e pronúncia, passando a ser "Bandeiras", "Bandera", ou "Banderas".
- Armas: as concedidas a Gonçalo Pires Bandeira e usadas por seus descendentes são: de vermelho, com uma bandeira quadrada de ouro, carregada de um leão de azul, armado e lampassado de vermelho, a haste de ouro.

- Timbre: a bandeira do escudo.

## Fonte
- Zuquette, Afonso Eduardo Martins - Armorial Lusitano, Editorial Enciclopedia Ltda., Genealogia e Heráldica. Lisboa, 1961.